# Mythimna gigas
Mythimna gigas är en fjärilsart som beskrevs av Otto Staudinger 1901. Mythimna gigas ingår i släktet Mythimna och familjen nattflyn. Inga underarter finns listade i Catalogue of Life.